# Eretz Jisra’el Shelanu
Eretz Jisra'el Shelanu (ארץ ישראל שלנו, Das Land Israel ist unser) ist eine rechtsextreme Partei in Israel, die von Chabad-Rabbi Shalom Dov Wolpo und dem Kahanisten Baruch Marzel am 11. November 2008 gegründet wurde und der Nationalen Union angehörte. Die Partei möchte die Gründung des Palästinenserstaates verhindern und die israelische Besiedlung im Westjordanland fortführen. Im Jahre 2012 verließen Eretz Jisra'el Shelanu und Hatikva die Nationale Union und verbündeten sich zu Otzma LeJisra’el.